# SK Waanrode
SK Waanrode is een Belgische voetbalclub uit Waanrode, een deelgemeente van Kortenaken. De club is aangesloten bij de KBVB met stamnummer 7480 en heeft geel-blauw als kleuren. De club werd opgericht in 1970, maar speelt al heel zijn geschiedenis in de provinciale reeksen. Naast de eerste ploeg en een reserveploeg, heeft de club nog een aantal jeugdploegen in competitie. In het seizoen 2016-2017 werden ze voor de eerste keer kampioen in hun bestaan.

## Bekende (ex-)spelers
- Eddy Dierickx, speelde bij KV Mechelen